# سیارک ۱۰۶۱
سیارک ۱۰۶۱ (به انگلیسی: 1061 Paeonia، نامگذاری:1925TB) هزار و شصت و یکمین سیارک کشف شده‌است که در ۱۰ اکتبر ۱۹۲۵ و در هایدلبرگ کشف شد.
قدر مطلق سیارک برابر ۱۲٫۰۹ است.